# Krásensko
Obec Krásensko (německy Krasensko) se nachází na severozápadním okraji okresu Vyškov v Jihomoravském kraji. Žije zde 420 obyvatel.
Krásensko není územně celistvé, část jeho území (k. ú. Krásensko II) odděluje obec Kulířov.

## Název
Vesnice byla založena pod německým jménem Schönfeld ("Krásné pole"). Roku 1465 je poprvé doloženo české jméno Krásné pole, od 1581 pak trvale Krásensko. Přípona -sko byla dávána osadám, které byly (načas) opuštěny, vliv mohlo mít též jméno poměrně blízkého Blanska.

## Historie
První písemná zmínka o obci pochází z roku 1348, kdy český panovník Karel IV. listinou z 30. srpna potvrdil tuto ves jako majetek Pustiměřského kláštera. Za husitských válek byla opuštěna. Po zániku kláštera roku 1588 připadla olomouckému biskupství a stala se součástí vyškovského panství.
Za druhé světové války v roce 1944 bylo Krásensko vysídleno kvůli vybudování vojenské střelnice, v roce 1945 však bylo opětovně osídleno. Pošta v obci byla založena 3. března 1947.
Obec v roce 2010 zvítězila v krajském kole soutěže Vesnice roku.

## Obyvatelstvo

### Struktura
V obci k počátku roku 2016 žilo celkem 415 obyvatel. Z nich bylo 208 mužů a 207 žen. Průměrný věk obyvatel obce dosahoval 41,6 let. Dle Sčítání lidu, domů a bytů, provedeného v roce 2011, žilo v obci 410 lidí. Nejvíce z nich bylo (16,3 %) obyvatel ve věku od 30 do 39 let. Děti do 14 let věku tvořily 15,6 % obyvatel a senioři nad 70 let úhrnem 9 %. Z celkem 346 občanů obce starších 15 let mělo vzdělání 34,7 % střední vč. vyučení (bez maturity). Počet vysokoškoláků dosahoval 10,4 % a bez vzdělání bylo naopak 0,9 % obyvatel. Z cenzu dále vyplývá, že ve městě žilo 200 ekonomicky aktivních občanů. Celkem 90,5 % z nich se řadilo mezi zaměstnané, z nichž 72,5 % patřilo mezi zaměstnance, 1,5 % k zaměstnavatelům a zbytek pracoval na vlastní účet. Oproti tomu celých 49 % občanů nebylo ekonomicky aktivní (to jsou například nepracující důchodci či žáci, studenti nebo učni) a zbytek svou ekonomickou aktivitu uvést nechtěl. Úhrnem 200 obyvatel obce (což je 48,8 %), se hlásilo k české národnosti. Dále 123 obyvatel bylo Moravanů a 2 Slováků. Celých 145 obyvatel obce však svou národnost neuvedlo.
Vývoj počtu obyvatel za celou obec i za jeho jednotlivé části uvádí tabulka níže, ve které se zobrazuje i příslušnost jednotlivých částí k obci či následné odtržení.
| Místní části (rok přičlenění k obci) | Místní části (rok přičlenění k obci) | 1869 | 1880 | 1890 | 1900 | 1910 | 1921 | 1930 | 1950 | 1961 | 1970 | 1980 | 1991 | 2001 | 2011 |
| ------------------------------------ | ------------------------------------ | ---- | ---- | ---- | ---- | ---- | ---- | ---- | ---- | ---- | ---- | ---- | ---- | ---- | ---- |
| Počet obyvatel                       | část Krásensko                       | 780  | 793  | 802  | 858  | 851  | 810  | 691  | 344  | 422  | 409  | 446  | 423  | 437  | 410  |
| Počet obyvatel                       | část Krásensko II                    | -    | -    | -    | -    | -    | -    | -    | -    | -    | -    | -    | -    | -    | -    |
| Počet obyvatel                       | celá obec                            | 780  | 793  | 802  | 858  | 851  | 810  | 691  | 344  | 422  | 409  | 446  | 423  | 437  | 410  |
| Počet domů                           | část Krásensko                       | 100  | 106  | 117  | 134  | 136  | 136  | 143  | 84   | 107  | 113  | 117  | 140  | 147  | 147  |
| Počet domů                           | část Krásensko II                    | -    | -    | -    | -    | -    | -    | -    | -    | -    | -    | -    | -    | -    | -    |
| Počet domů                           | celá obec                            | 100  | 106  | 117  | 134  | 136  | 136  | 143  | 84   | 107  | 113  | 117  | 140  | 147  | 147  |

## Rodáci
• Alois Šebela (1880 – 1942), ř. k. kněz

## Pamětihodnosti
- Kostel svatého Vavřince z druhé poloviny 19. století se středověkým jádrem, v něm novorenesanční oltář s obrazem od J. A. Gebharta z roku 1842; náhrobník Kašpara Lukavického z Lukavice
- Barokní rychta
- Televizní vysílač Kojál při rozcestí nad obcí
- Přírodní rezervace Studnické louky v oddělené části území severovýchodně mezi Kulířovem a Studnicí

## Galerie

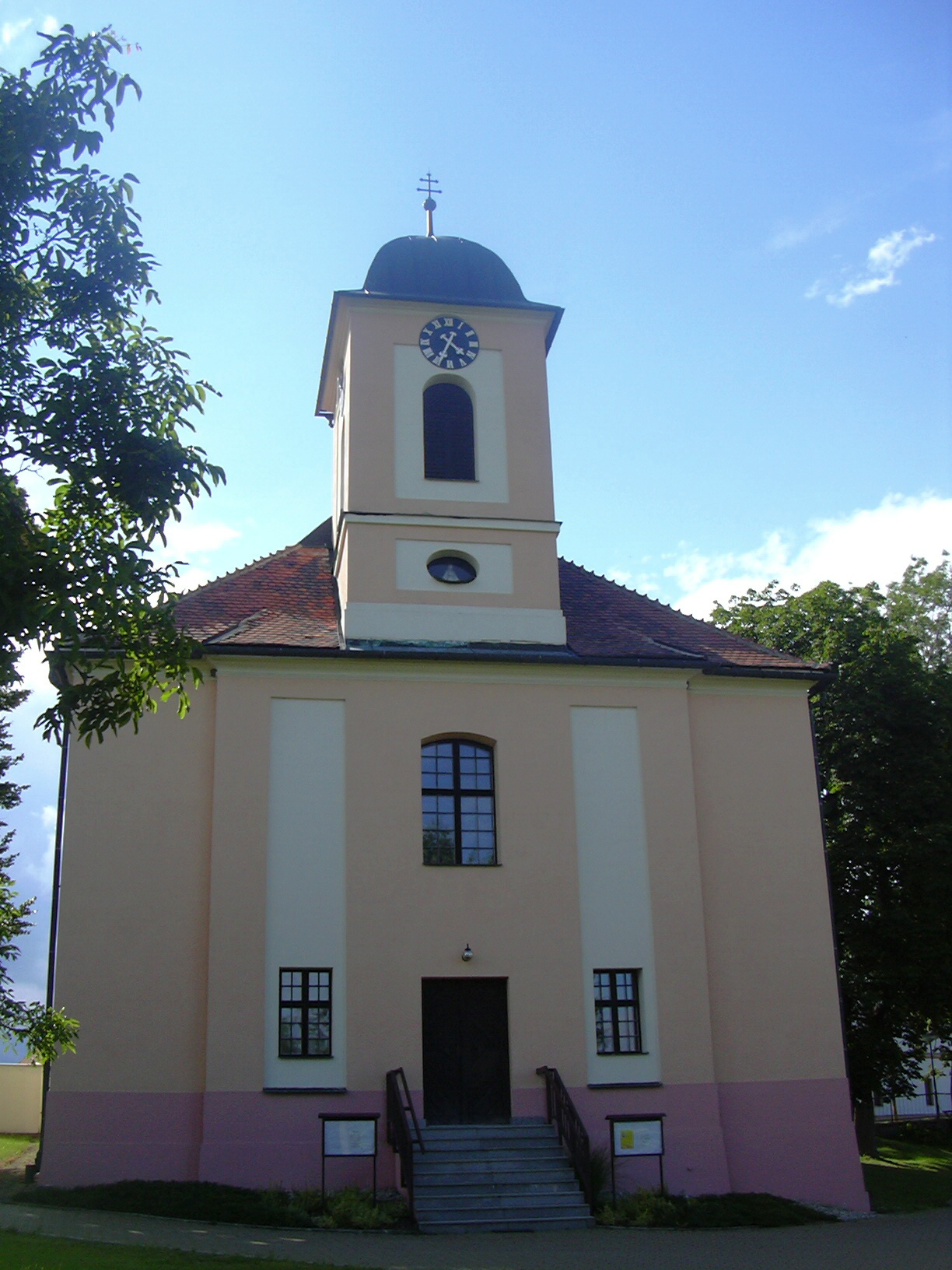
Kostel svatého Vavřince
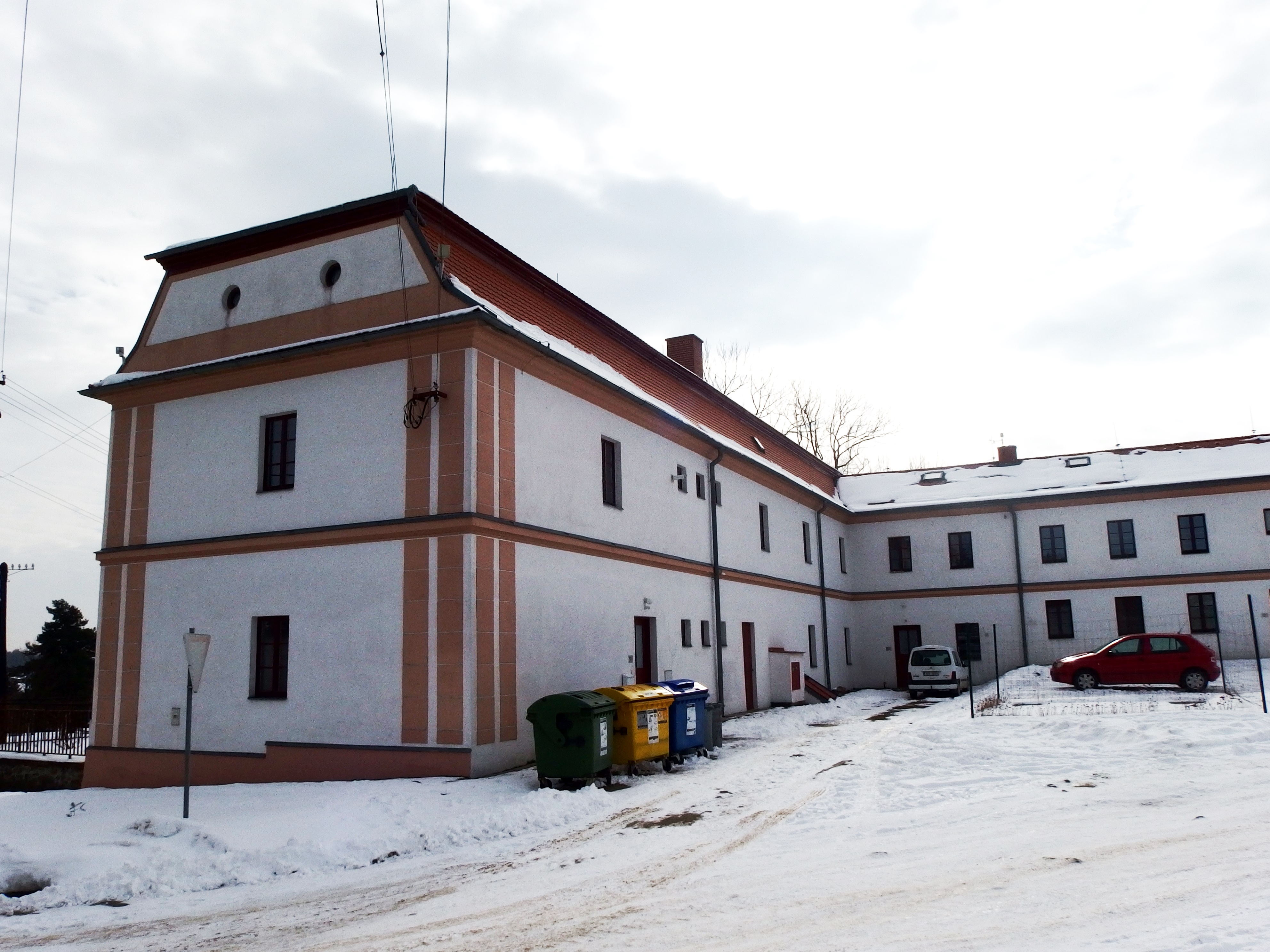
Bývalá rychta, dnes dům ekologické výchovy organizace Lipka
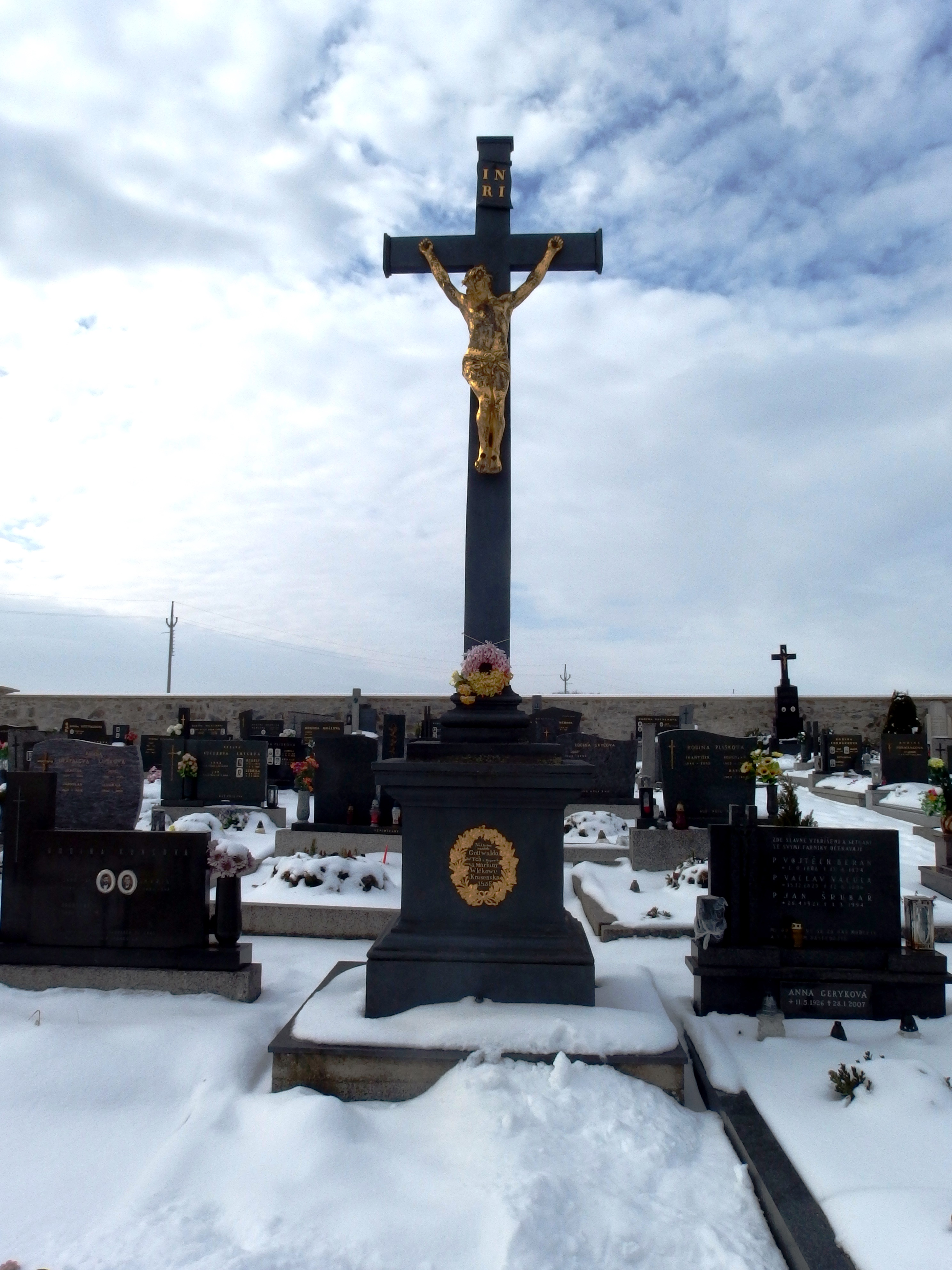
Památkově chráněný kříž na hřbitově
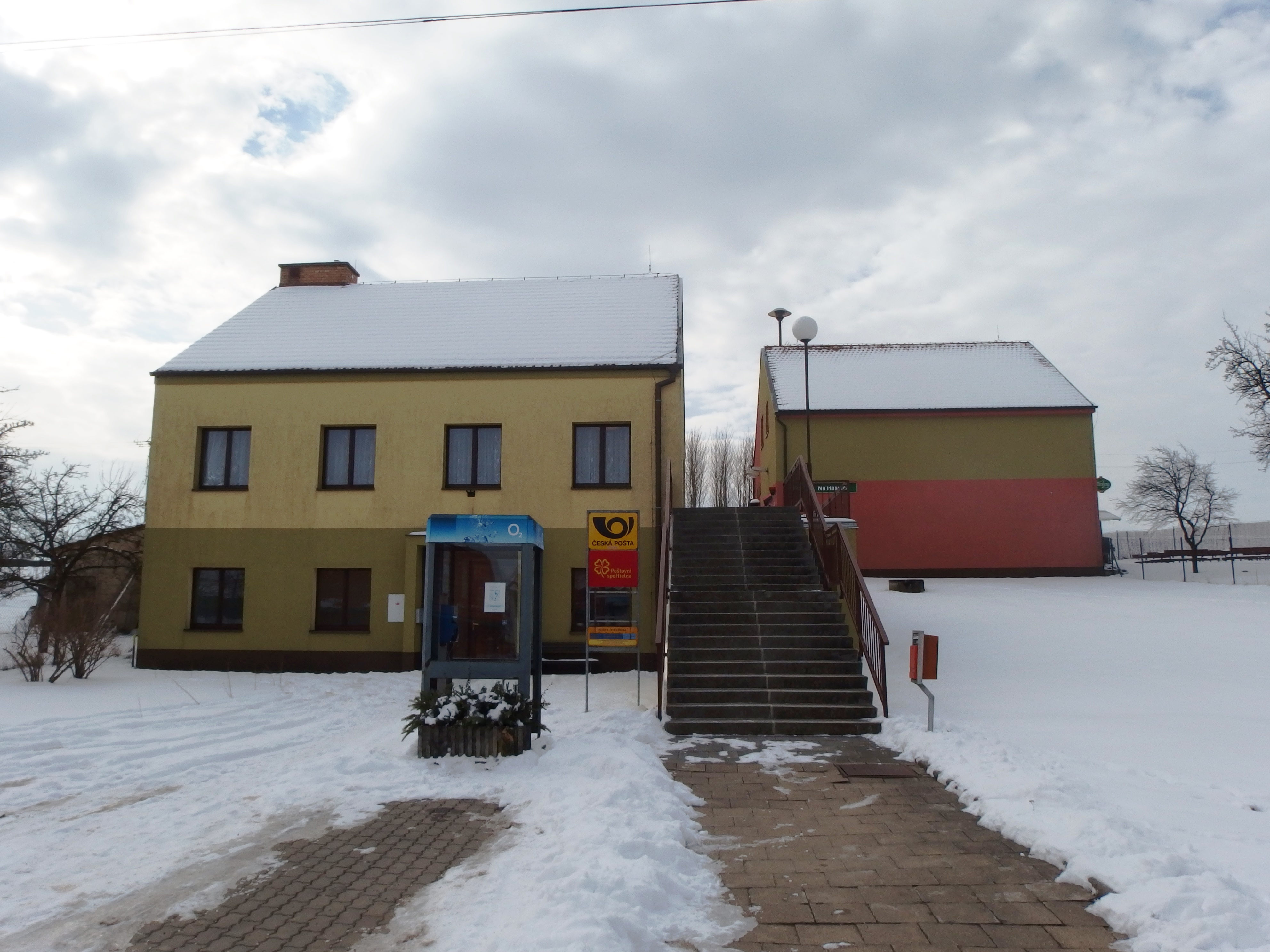
Obecní úřad a hasičská zbrojnice
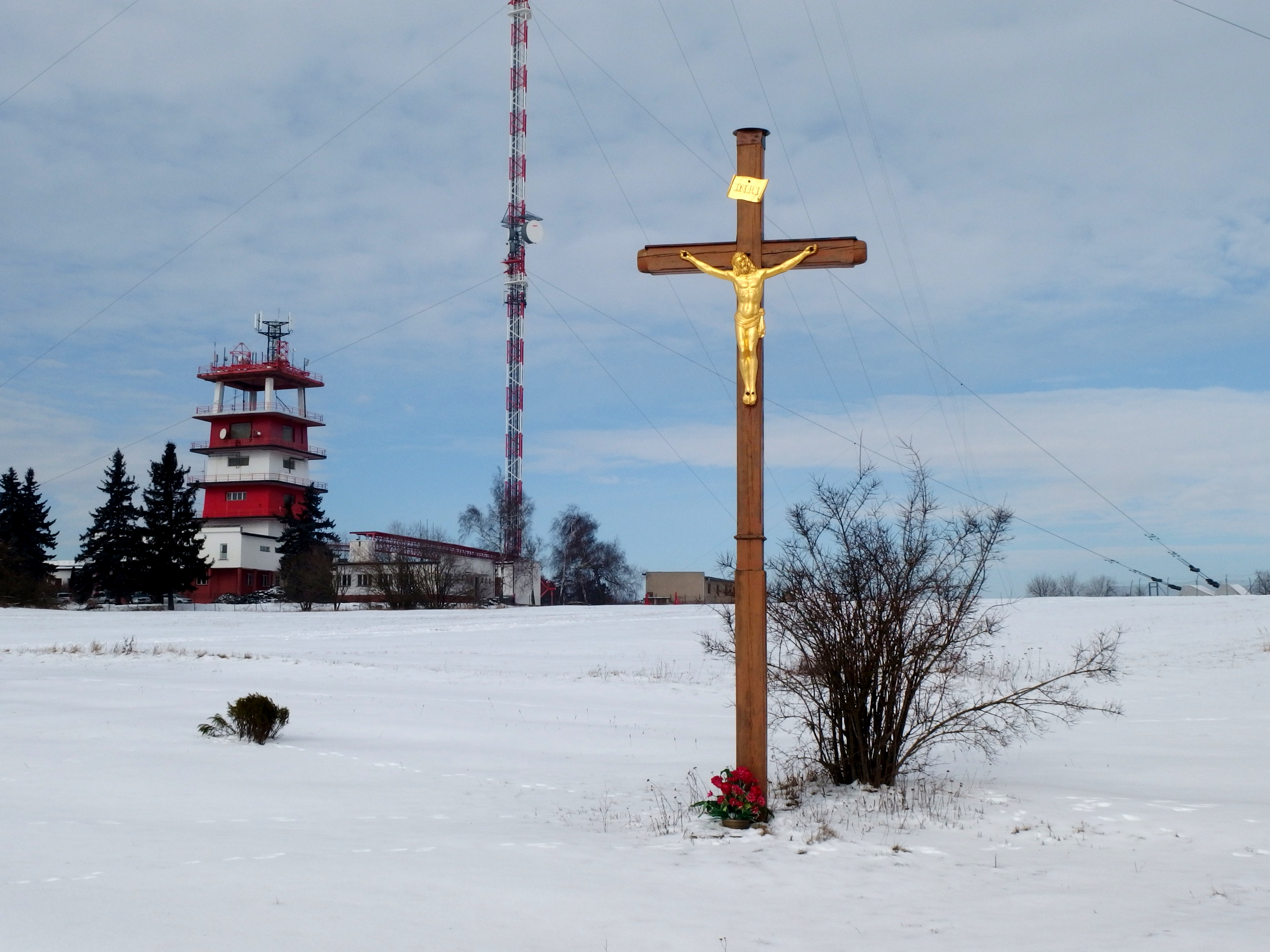
Kříž pod vysílačem na Kojálu